# アルフレッド・ダグラス
ロード・アルフレッド・ブルース・ダグラス（英: Lord Alfred Bruce Douglas、1870年10月22日 - 1945年3月20日）は、イングランドの作家、詩人、翻訳家。オスカー・ワイルドの同性の恋人として知られる。初期の詩作は第三の性としてのユレイニアンを主題としていたが、後年はワイルドやユレイニアン詩人の影響から遠ざかった。

## 出自
スコットランド貴族の第9代クイーンズベリー侯爵ジョンと、その最初の妻シビル・モンゴメリーとの間に三男として、ウスターシャーのハム・ヒル・ハウスで生まれた。アルフレッドは母親の一番のお気に入りの子供で、シビルはこの愛児に、「坊や」を意味するボイジー（Boysie）を縮めたボジー（Bosie）という愛称を付けた。このあだ名は終世ダグラスについて回ることになる。
ダグラスは男子全寮制パブリックスクールであるウィンチェスター・カレッジ（1884年 - 1888年）およびオックスフォード大学のモードリン・カレッジ（1889年 – 1893年）で学んだが、学位を取得しないまま中退している。オックスフォードでは、彼は学部生向けの文芸雑誌『精神の光』（1892年 - 1893年）の編集者となったが、このことは以前より顕在化しつつあった彼と父ジョンとの確執をますます強めることになった。父子関係は、ジョンとワイルドとの対決の際、アルフレッドがワイルドに味方して父を文書誹毀罪で訴えるよう唆したときに、最も険悪になった。1893年、ダグラスはジョージ・セシル・アイヴズと短期間ながら恋人関係にあった。
アルフレッドが生まれる前の1858年、祖父である第8代クイーンズベリー侯爵アーチボルドが狩猟中に事故死したが、実は自殺であったと一般には信じられていた。このため1862年、祖母である侯爵未亡人キャロラインはローマ・カトリックに改宗し、子供たちを引連れてパリに移住した。祖父の血なまぐさい死の後で、クイーンズベリー侯爵家はまたも悲劇に見舞われた。ダグラスの叔父の一人ジェームズは、自身の双子の姉妹であるフローレンス（通称「フローリー」）を深く愛慕しており、彼女が結婚すると激しい失恋のショック状態に陥った。自暴自棄になったジェームズは少女誘拐未遂事件を起こし、さらに躁病の兆候が現れ、1888年に結婚した後もショックを脱することは出来なかった。フローリーとの距離が離れるにつれてジェームズは絶望的になって深酒に走り、1891年ついに喉を掻き切って自殺を遂げた。もう一人の叔父で登山家のフランシスも、1865年マッターホルンを登攀中に事故死している。
なお、「フローリー」こと叔母のフローレンスは「フローレンス・ディクシー」の筆名で知られる作家で、第1次ブール戦争の際には「モーニング・ポスト」紙の従軍記者を務め、フェミニストでもあった。彼女が出版した小説『グロリアナ』では、女性参政権はヘクター・レストレンジという名の男性に扮して庶民院議員となった女性の貢献で勝ち取られることになっている。ヘクター・レストレンジのモデルは明らかにオスカー・ワイルドである。

## ワイルドとの関係

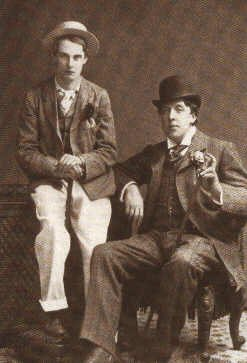
ダグラスとオスカー・ワイルド

1891年、ダグラスは妻子ある高名な劇作家オスカー・ワイルドと出会い、すぐに恋に落ちた。ワイルドの死後、ダグラスは彼との間にはソドミー罪に当たる行為はしていないと主張したが、様々な証拠は関係があったことを示す。ダグラスはこの年上の男性の恋人になることに同意し、彼の若い青年たちへの性的関心を共有するようになった。2人の性的な好みは微妙にずれていた。ダグラスは十代半ばの幼い少年たちに惹かれたが、ワイルドは十代後半の少年や青年に興味を抱いていた。1894年に出版されたロバート・スミス・ヒチェンズの小説『緑のカーネーション』は、ダグラスとワイルドとの関係をモデルにした物語で、1895年のワイルドに対する裁判の時に参考文書の一つになった。
2人の恋愛関係は激しいもので、仲間内では「ボジー」と呼ばれていたダグラスは、我儘で無茶なことも平気、傲慢で浪費家という性格だったと言われる。ダグラスは少年たちとの逢瀬やギャンブルに金を使い、ワイルドにその付けを払わせていた。2人はしばしば口論し、喧嘩別れと仲直りを繰り返していた。ブライトンに滞在中、ダグラスがインフルエンザに罹患すると、ワイルドは彼が快癒するまで献身的に看病した。しかしワイルドが病気になった時は、ダグラスが彼を看病することは無かった。ダグラスは病気のワイルドをおいてグランド・ホテルに宿泊し、ワイルドの40歳の誕生日には彼のもとに請求書を支払ってくれるよう頼む手紙を送った。ダグラスはまた、着古した服を男娼にやったりしていたが、服のポケットに入っていたワイルドからのラブレターを抜いておくのを忘れたために、脅迫のネタに使われることもあった。
ダグラスの凶暴な父親ジョンは、二人の関係が友情以上のものではないかと早くから疑うようになった。ジョンは息子アルフレッドに手紙を送り、学位を取得しないままオックスフォードを中退して、公務員や弁護士といった貴族の末子が進むべきキャリアを台無しにしたことを責めた。ジョンはアルフレッドに「勘当して仕送りをやめる」と脅したが、息子から帰ってきた返信には「あなたは実に嗤うべき小人物ですね」と書かれていた。父は息子の無礼に激怒し、次に送った手紙では「鞭でぶちのめ」して「息子は気が狂った」と届け出るぞ、そしてワイルドとの関係をこれ以上続ければ「思いもしないような恐ろしいスキャンダルにしてやる」と息子に宣言した。
父子の関係に僅かながら残っていた愛情はここへきて壊れた。ジョンは怒りっぽく、よく乗馬用の鞭で人をぶつと嚇してまわる野蛮な人物として有名だった。アルフレッドは父親に「あなたなんか大嫌いだ」と書いた葉書を送り、「弾を込めたリボルバーを握りしめて」、父と対決するワイルドの側につくことを明らかにした。ジョンからアルフレッドへの返信（宛名には「哀れな生き物へ」とあった）には、彼の母親であるシビルと離婚したのは「これ以上お前のような生き物を生ませる危険を冒す」ことを恐れたからで、アルフレッドが子供だった頃、「私はお前を思って苦い涙を流したものだ、こんな生き物をこの世に送り出すという罪を、心ならずも犯してしまったことをな…お前は怒るだろうがな」とあった。
アルフレッドの長兄でクイーンズベリー侯爵家の跡継ぎであるドラムランリグ子爵及びケルヘッド男爵フランシスは、1894年10月に狩猟中の不審な事故で死んだが、生前フランシスには首相の第5代ローズベリー伯爵アーチボルドと同性愛関係にあるという噂があった。ジョンは他の息子たちの名誉を守るための行動に乗り出し、手始めに三男アルフレッドに手を出したワイルドへの嫌がらせを開始した。ジョンは秘書を引連れて劇作家ワイルドの家にまで押し掛けた。ジョンは『真面目が肝心』の初演に現れたワイルドに腐った野菜を投げつけて侮辱しようとしたが、事前に計画を知ったワイルドはジョンの劇場入場を阻むことに成功した。ジョンは公然と彼を侮辱するため、彼のクラブに押し掛けた際「男色家を気取るオスカー・ワイルドへ（For Oscar Wilde posing as a somdomite）」と書いた名刺を送ったのだが、実は男色家（sodomite）という言葉のスペルを間違えていた。

## 1895年の裁判
ロバート・ロス（英語: Robbie Ross）、フランク・ハリス、ジョージ・バーナード・ショーといった友人達には反対されたにもかかわらず、ワイルドはダグラスの熱心な説得を受けて、名刺による侮辱を行ったクイーンズベリー侯ジョンを文書誹毀罪で告訴した。しかしジョンが私立探偵を雇ってワイルドとアルフレッドのホモセクシュアル関係を立証させたことで、この裁判は一転して不利なものに変わった。幾人かの男娼がジョン側の弁護団に協力してワイルドに不利な証言を行うに至り、ワイルドは自身の弁護士の勧めで告訴を取り下げた。しかしこの時の審理で明かされた証拠を元に、男性に対する強制猥褻罪で告発されることになった。この告発は公私にわたる全ての同性愛行為に対してなされたものであった。1892年にダグラスが書いた詩「二つの愛」は、ホモセクシュアリティについて「あえて口にすることの出来ぬ愛」と表現した有名な最後の行で知られるが、この詩はワイルドを告発した裁判において証拠物件として使われた。同年、裁判を争っている最中のワイルドは、ダグラスの又従弟ショルトー・ジョンストン・ダグラスを保証人として500ポンドの保釈金を支払ったおかげで、保釈を認められた。
再審理（最初の公判では評決に達しなかった）の結果、1895年5月25日にオスカー・ワイルドは有罪判決を受け、2年の懲役刑を言い渡された。彼はペントンヴィル、ワンズワース、そしてレディング監獄と収監先を転々としながら刑に服した。一方、ダグラスはヨーロッパでの避難生活を余儀なくされた。服役中、ワイルドはダグラスに対して彼を非難する非常に長い手紙「深き淵より（De Profundis）」をしたため、自分の彼に対する気持ちを正直にぶつけている。ワイルドが1897年5月19日に釈放されると、2人はルーアンで再会したが、すれ違いの重なりや周囲からの重圧に負ける形で、数か月間一緒に暮らしただけであった。

## ワイルドとの離別

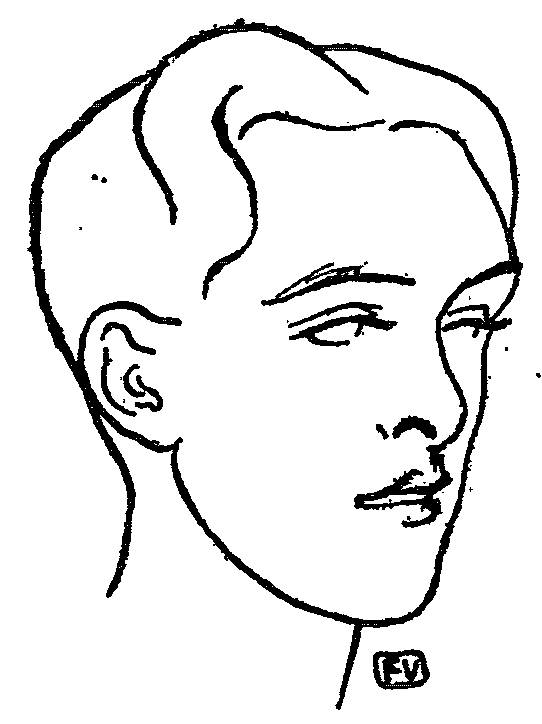
フェリクス・ヴァロットンによる肖像画（1896年）

双方の家族や友人の反対を押し切って再会したダグラスとワイルドは、1897年の秋にナポリ近郊に移り住んだが、経済面その他の理由から結局は離別の道を選んだ。ワイルドは残り少ない生涯を主にパリで過ごしたが、ダグラスは1898年の後半にはイングランドに戻った。
2人のナポリでの生活は、しばらくすると酷く衝突の多いものになった。ワイルドは、貯金もないし金の当てもないのにダグラスが家を借りたことを責めた。ダグラスは丁度死んだ父の財産から少しずつ収入を得られるようになると、以前ワイルドから事あるごとに経済的援助を貰っていたにもかかわらず、手元不如意のワイルドに定期的な手当を出すのを拒んだため、1900年に死んだ時のワイルドは以前に比べると貧窮の状態にあった。ダグラスが葬儀委員長を務めたが、伝わるところでは墓所の問題をめぐってロスとの間に口論が起こった。この争いはダグラスの後半生において起きたワイルドの2人の元愛人たち（アランとロス）との訴訟問題の前触れともいえた。
ワイルドの死後、ダグラスは女子相続人で詩人のオリーヴ・エリナー・カスタンスとの間に親しい友人関係を築き、1902年3月4日に彼女と結婚した。夫妻の間には一人息子のレイモンド（Raymond Wilfred Sholto Douglas）が生まれた。また1911年にカトリックに改宗した。
ワイルドの死後10年以上が経過し、1912年には「深き淵より」の一部削除版が出版されると、ダグラスがワイルドの同性愛傾向を助長したのだという手紙の中の主張を、ダグラスは否定した。ダグラスは1918年に女優モード・アランが起こしたノエル・ペンバートン・ビリング (en) に対する訴訟では、被告側の証人となった。この裁判の発端は、ビリングが、戦時中にワイルドの戯曲『サロメ』をアランが演じたことは、戦意を殺いでしまおうとするホモセクシュアルの陰謀の一環である、と酷評したことにあった。またダグラスは、ビリングの雑誌『自警団（Vigilante）』誌への協力という形をとって、ロスに対する攻撃を展開した。彼は同誌に詩を載せたが、その中でマーゴ・アスキスを「レズビアンのクズどもとつるんでいる」女と呼び、彼女の夫で前首相のハーバート・アスキスがロスに金を与えていると指摘した。裁判の最中、ダグラスはかつての恋人ワイルドを「過去350年間にヨーロッパに出現した中で最も邪悪な魔力」と表現した。彼は現在ではワイルドに出会ったこと、『サロメ』を英訳したことをひどく後悔していると述べ、『サロメ』を「最も有害で嫌悪すべき作品」だと断じた。

## 名誉毀損
ワイルドに関する記事の中で自分を中傷する記述が、オックスフォード大学の「アイシス」誌とケンブリッジ大学の「ケンブリッジ」誌に載ったことに関して、謝罪と慰謝料50ギニーを勝ち取ったことが、ダグラスにとって「訴訟と名誉毀損に明け暮れる日々」の序幕となった。
ダグラスはいくつかの名誉毀損事件で原告および被告となった。1913年、彼はアーサー・ランサムを『オスカー・ワイルド：その批評的研究』に関して名誉毀損で訴えた。彼はこの裁判をロバート・ロスとの対決の一環と見ていたが、結局ロスはダグラスの期待を裏切り証人として選ばれることを望まなかった。ダグラスはワイルドに父親を告訴するよう勧めた時と同様、被告がこの裁判に勝つことはないと高を括っていたが、法廷はランサムに無罪を言い渡した。
彼が起こした最も有名な裁判沙汰は、1923年にウィンストン・チャーチルに訴えられた事件で、この時ダグラスは禁錮6か月を言い渡された。1916年6月5日、ロシアとの外交交渉に赴く元帥 キッチナーを乗せた装甲巡洋艦「ハンプシャー」はオークニー諸島の西でドイツ軍の機雷に触れ沈没。キッチナー伯は殉職したが、ダグラスはこの事件はチャーチルを味方に引き入れたユダヤ人の陰謀であると主張したからである。この争いがあったにもかかわらず、1941年にダグラスはチャーチルを讃えるソネットを作っている。
1924年、獄中にあったダグラスは、ワイルドが勾留中に執筆した「深き淵より」の内容に対する皮肉を窺わせる、17編からなる「高みにて（In Excelsis）」という長大な詩を書いた。これは彼にとって最後の長編詩であった。刑務所当局はダグラスの出所時に彼がその原稿を持ち出すのを許さなかったため、彼は記憶を辿りつつ内容の全てを再執筆した。彼はマットレスの無い厚板のベッドで眠るような獄中の厳しい生活のせいで、健康を取り戻すことは二度とできなかったと主張していた。

## 晩年
1924年に自身の獄中生活を経た後、ダグラスのワイルドに対する感情は徐々に和らいだものとなっていった。彼はその著書『オスカー・ワイルド：その概略』の中で、「時に逸脱は犯罪となる（たとえば殺人や盗みだ）。しかし、私達の関係はホモセクシュアリティでも、ましてや姦通でもなかった。」と述べた。
1930年代からその死まで、ダグラスはバーナード・ショーやマリー・ストープスを始めとする多くの人々と文通を続けていた。現代アメリカの作家アンソニー・ウィンは、ショーとダグラスとの往復書簡を元に演劇『バーナードとボジー：最も不適切な友情（Bernard and Bosie: A Most Unlikely Friendship）』を執筆している。ダグラスにとって最後の晴れの舞台の一つとなったのは、1943年9月2日に王立文学協会で行った、好評を受けた「詩の諸原則（The Principles of Poetry）」と題する講演であり、後に本となって出版されている。彼はこの講演でT・S・エリオットの新しい詩を批判し、アーサー・キラークーチやオーガスタス・ジョンに称賛を受けた。
ダグラスの一人息子レイモンドは、1927年に非定型精神病と診断されて精神病院であるセント・アンドリューズ病院に収容された。レイモンドは5年後に診断を無効とされて退院したが、また病状が再発して病院に戻った。1944年2月、妻オリーヴが脳内出血のため67歳で死ぬと、レイモンドは母の埋葬に立ち会うことは許され、6月には回復を診断されて再退院した。しかし状態はすぐに悪化し、セント・アンドリューズ病院に舞い戻って1964年10月10日に病院内で生涯を終えた。
アルフレッド・ダグラスはオリーヴの死から1年が過ぎた1945年3月20日、ウェスト・サセックスのランシングで心不全のため、74歳の生涯を閉じた。彼は3月23日にウェスト・サセックスのクローリーにあるフランチェスコ会の修道院の墓地で、彼を溺愛していた母シビルの隣に埋葬された。母子は同じ墓石を共有している。
19世紀後半の相次ぐ不幸と近親憎悪に揺れたクイーンズベリー侯爵ダグラス家の家督は、アルフレッドの次兄パーシーが継ぎ、現在に至っている。

## 著作

### 詩
- Poems (1896)
- Tails with a Twist 'by a Belgian Hare' (1898)
- The City of the Soul (1899)
- The Duke of Berwick (1899)
- The Placid Pug (1906)
- The Pongo Papers and the Duke of Berwick (1907)
- Sonnets (1909)
- The Collected Poems of Lord Alfred Douglas (1919)
- In Excelsis (1924)
- The Complete Poems of Lord Alfred Douglas (1928)
- Sonnets (1935)
- Lyrics (1935)
- The Sonnets of Lord Alfred Douglas (1943)

### ノンフィクション
- Oscar Wilde and Myself (1914)
- Foreword to New Preface to the 'Life and Confessions of Oscar Wilde' by Frank Harris (1925)
- Introduction to Songs of Cell by Horatio Bottomley (1928)
- The Autobiography of Lord Alfred Douglas (1929; 2nd ed. 1931)
- My Friendship with Oscar Wilde (1932; retitled American version of his Autobiography)
- The True History of Shakespeare's Sonnets (1933)
- Introduction to The Pantomime Man by Richard Middleton (1933)
- Preface to Bernard Shaw, Frank Harris, and Oscar Wilde by Robert Harborough Sherard (1937)
- Without Apology (1938)
- Preface to Oscar Wilde: A Play by Leslie Stokes & Sewell Stokes (1938)
- Introduction to Brighton Aquatints by John Piper (1939)
- Ireland and the War Against Hitler (1940)
- Oscar Wilde: A Summing Up (1940)
- Introduction to Oscar Wilde and the Yellow Nineties by Frances Winwar (1941)
- The Principles of Poetry (1943)
- Preface to Wartime Harvest by Marie Carmichael Stopes (1944)